# WTA Tour 1982
Die WTA Tour 1982 (offiziell: Avon Championships Circuit und Toyota Series) war der 12. Jahrgang der Damentennis-Turnierserie, die von der Women’s Tennis Association ausgetragen wird.
Der Teamwettbewerb Federation Cup wird wie die Grand-Slam-Turniere nicht von der WTA, sondern von der ITF organisiert. Er wird dennoch aufgeführt, da die Spitzenspielerinnen auch dort in der Regel spielen.

## Turnierplan
| Kategorie                  |
| -------------------------- |
| Grand Slam                 |
| Tour Championships         |
| Avon Championships Circuit |
| Toyota Series              |
| Non-Tour Events            |

| Sonstige       |
| -------------- |
| Federation Cup |

### Erklärungen
Die Zeichenfolge von z. B. 128E/96Q/64D/32M hat folgende Bedeutung:

128E = 128 Spielerinnen spielen im Einzel

96Q = 96 Spielerinnen spielen die Qualifikation

64D = 64 Paarungen spielen im Doppel

32M = 32 Paarungen spielen im Mixed

### Januar
| Datum 1 | Turnier | Siegerin                         | Finalgegnerin                   | Ergebnis      |
| ------- | --- | -------------------------------- | ------------------------------- | ------------- |
| 04.01.  | Avon Futures of Fort Myers Fort Myers, Vereinigte Staaten Avon Championships Circuit – 40.000 $ Hartplatz              | Lee Duk-hee                      | Yvonne Vermaak                  | 6:0, 6:3      |
| 04.01.  | Avon Futures of Fort Myers Fort Myers, Vereinigte Staaten Avon Championships Circuit – 40.000 $ Hartplatz              | Marjorie Blackwood Susan Leo     | Pat Medrado Claudia Monteiro    | 2:6, 6:1, 6:2 |
| 04.01.  | Avon Championships of Washington Washington, Vereinigte Staaten Avon Championships Circuit – 200.000 $ Teppich (Halle) | Martina Navratilova              | Anne Smith                      | 6:2, 6:3      |
| 04.01.  | Avon Championships of Washington Washington, Vereinigte Staaten Avon Championships Circuit – 200.000 $ Teppich (Halle) | Kathy Jordan Anne Smith          | Martina Navratilova Pam Shriver | 6:2, 3:6, 6:1 |
| 11.01.  | Avon Championships of Cincinnati Cincinnati, Vereinigte Staaten Avon Championships Circuit – 150.000 $ Teppich (Halle) | Barbara Potter                   | Bettina Bunge                   | 6:4, 7:6      |
| 11.01.  | Avon Championships of Cincinnati Cincinnati, Vereinigte Staaten Avon Championships Circuit – 150.000 $ Teppich (Halle) | Sue Barker Ann Kiyomura          | Pam Shriver Anne Smith          | 6:2, 7:6      |
| 11.01.  | Avon Futures of Hampton Roads Newport News, Vereinigte Staaten Avon Championships Circuit – 40.000 $ Teppich (Halle)   | Helena Suková                    | Pat Medrado                     | 6:2, 6:7, 6:0 |
| 11.01.  | Avon Futures of Hampton Roads Newport News, Vereinigte Staaten Avon Championships Circuit – 40.000 $ Teppich (Halle)   | Marcella Mesker Carol Lynn Baily | Corinne Vanier Lucia Romanov    | 6:2, 6:1      |
| 18.01.  | Avon Championships of Seattle Seattle, Vereinigte Staaten Avon Championships Circuit – 150.000 $ Teppich (Halle)       | Martina Navratilova              | Andrea Jaeger                   | 6:2, 6:0      |
| 18.01.  | Avon Championships of Seattle Seattle, Vereinigte Staaten Avon Championships Circuit – 150.000 $ Teppich (Halle)       | Rosie Casals Wendy Turnbull      | Kathy Jordan Anne Smith         | 7:5, 6:4      |
| 25.01.  | Avon Championships of Chicago Chicago, Vereinigte Staaten Avon Championships Circuit – 150.000 $ Teppich (Halle)       | Martina Navratilova              | Wendy Turnbull                  | 6:4, 6:1      |
| 25.01.  | Avon Championships of Chicago Chicago, Vereinigte Staaten Avon Championships Circuit – 150.000 $ Teppich (Halle)       | Martina Navratilova Pam Shriver  | Rosie Casals Wendy Turnbull     | 7:5, 6:4      |

### Februar
| Datum 1 | Turnier | Siegerin                    | Finalgegnerin                | Ergebnis      |
| ------- | --- | --------------------------- | ---------------------------- | ------------- |
| 01.02.  | Avon Championships of Detroit Detroit, Vereinigte Staaten Avon Championships Circuit – 150.000 $ Teppich (Halle)         | Andrea Jaeger               | Mima Jaušovec                | 2:6, 6:4, 6:2 |
| 01.02.  | Avon Championships of Detroit Detroit, Vereinigte Staaten Avon Championships Circuit – 150.000 $ Teppich (Halle)         | Leslie Allen Mima Jaušovec  | Rosie Casals Wendy Turnbull  | 6:4, 6:0      |
| 08.02.  | Avon Championships of Kansas City Kansas City, Vereinigte Staaten Avon Championships Circuit – 100.000 $ Teppich (Halle) | Martina Navratilova         | Barbara Potter               | 6:2, 6:2      |
| 08.02.  | Avon Championships of Kansas City Kansas City, Vereinigte Staaten Avon Championships Circuit – 100.000 $ Teppich (Halle) | Barbara Potter Sharon Walsh | Mary-Lou Piatek Anne Smith   | 4:6, 6:2, 6:2 |
| 15.02.  | Avon Championships of Houston Houston, Vereinigte Staaten Avon Championships Circuit – 100.000 $ Teppich (Halle)         | Bettina Bunge               | Pam Shriver                  | 6:2, 3:6, 6:2 |
| 15.02.  | Avon Championships of Houston Houston, Vereinigte Staaten Avon Championships Circuit – 100.000 $ Teppich (Halle)         | Kathy Jordan Pam Shriver    | Sue Barker Sharon Walsh      | 7:6, 6:2      |
| 22.02.  | Avon Championships of California Oakland, Vereinigte Staaten Avon Championships Circuit – 150.000 $ Teppich (Halle)      | Andrea Jaeger               | Chris Evert-Lloyd            | 7:6, 6:4      |
| 22.02.  | Avon Championships of California Oakland, Vereinigte Staaten Avon Championships Circuit – 150.000 $ Teppich (Halle)      | Barbara Potter Sharon Walsh | Kathy Jordan Pam Shriver     | 6:1, 3:6, 7:6 |
| 22.02.  | Avon Futures of Nashville Nashville, Vereinigte Staaten Avon Championships Circuit – 50.000 $ Teppich (Halle)            | Eva Pfaff                   | Leigh-Anne Thompson          | 6:3, 7:5      |
| 22.02.  | Avon Futures of Nashville Nashville, Vereinigte Staaten Avon Championships Circuit – 50.000 $ Teppich (Halle)            | Chris O’Neil Mimi Wikstedt  | Sheila McInerney Jane Preyer | 6:4, 7:63     |

### März
| Datum 1 | Turnier | Siegerin                        | Finalgegnerin                | Ergebnis      |
| ------- | --- | ------------------------------- | ---------------------------- | ------------- |
| 01.03.  | Avon Championships of Los Angeles Los Angeles, Vereinigte Staaten Avon Championships Circuit – 150.000 $ Teppich (Halle) | Mima Jaušovec                   | Sylvia Hanika                | 6:2, 7:6      |
| 01.03.  | Avon Championships of Los Angeles Los Angeles, Vereinigte Staaten Avon Championships Circuit – 150.000 $ Teppich (Halle) | Kathy Jordan Anne Smith         | Barbara Potter Sharon Walsh  | 6:3, 7:5      |
| 08.03.  | Avon Championships of Dallas Dallas, Vereinigte Staaten Avon Championships Circuit – 200.000 $ Teppich (Halle)           | Martina Navratilova             | Mima Jaušovec                | 6:3, 6:2      |
| 08.03.  | Avon Championships of Dallas Dallas, Vereinigte Staaten Avon Championships Circuit – 200.000 $ Teppich (Halle)           | Martina Navratilova Pam Shriver | Billie Jean King Ilana Kloss | 6:4, 6:4      |
| 15.03.  | Avon Championships of Boston Boston, Vereinigte Staaten Avon Championships Circuit – 150.000 $ Teppich (Halle)           | Kathy Jordan                    | Wendy Turnbull               | 7:5, 1:6, 6:4 |
| 15.03.  | Avon Championships of Boston Boston, Vereinigte Staaten Avon Championships Circuit – 150.000 $ Teppich (Halle)           | Kathy Jordan Anne Smith         | Rosie Casals Wendy Turnbull  | 7:6, 2:6, 6:4 |
| 15.03.  | Avon Futures Championships Austin, Vereinigte Staaten Avon Championships Circuit – 50.000 $ Teppich (Halle)              | Claudia Kohde-Kilsch            | Helena Suková                | 7:6, 0:6, 6:3 |
| 15.03.  | Avon Futures Championships Austin, Vereinigte Staaten Avon Championships Circuit – 50.000 $ Teppich (Halle)              | Pat Medrado Claudia Monteiro    | Jan Lehane Mimi Wikstedt     | 6:0, 6:1      |
| 22.03.  | Avon Circuit Championships New York, Vereinigte Staaten Masters – 300.000 $ Teppich (Halle)                              | Sylvia Hanika                   | Martina Navratilova          | 1:6, 6:3, 6:4 |
| 22.03.  | Avon Circuit Championships New York, Vereinigte Staaten Masters – 300.000 $ Teppich (Halle)                              | Martina Navratilova Pam Shriver | Kathy Jordan Anne Smith      | 6:4, 6:3      |

### April
| Datum 1 | Turnier                                                                                                 | Siegerin                        | Finalgegnerin                   | Ergebnis |
| ------- | --- | ------------------------------- | ------------------------------- | -------- |
| 03.04.  | Citizen Cup Palm Beach Gardens, Vereinigte Staaten Non-Tour Event – 200.000 $ Sandplatz                 | Chris Evert-Lloyd               | Andrea Jaeger                   | 6:1, 7:5 |
| 03.04.  | Citizen Cup Palm Beach Gardens, Vereinigte Staaten Non-Tour Event – 200.000 $ Sandplatz                 | Rosie Casals Wendy Turnbull     | Evonne Goolagong Betty Stöve    | 6:1, 7:6 |
| 05.04.  | Family Circle Cup Hilton Head Island, Vereinigte Staaten Toyota Series – 150.000 $ Sandplatz            | Martina Navratilova             | Andrea Jaeger                   | 6:4, 6:2 |
| 05.04.  | Family Circle Cup Hilton Head Island, Vereinigte Staaten Toyota Series – 150.000 $ Sandplatz            | Martina Navratilova Pam Shriver | JoAnne Russell Virginia Ruzici  | 6:1, 6:2 |
| 15.04.  | Bridgestone Doubles Fort Worth, Vereinigte Staaten Toyota Series – 150.000 $ Sandplatz                  | Martina Navratilova Pam Shriver | Kathy Jordan Anne Smith         | 7:5, 6:3 |
| 19.04.  | Murjani WTA Championships Amelia Island, Vereinigte Staaten Toyota Series – 250.000 $ Sandplatz         | Chris Evert-Lloyd               | Andrea Jaeger                   | 6:3, 6:1 |
| 19.04.  | Murjani WTA Championships Amelia Island, Vereinigte Staaten Toyota Series – 250.000 $ Sandplatz         | Leslie Allen Mima Jaušovec      | Barbara Potter Sharon Walsh     | 6:1, 7:5 |
| 26.04.  | Torneo Citty di Arzachena Sardinien, Italien Toyota Series – 50.000 $                                   | Elizabeth Sayers                | Dana Gilbert                    | 6:3, 6:0 |
| 26.04.  | Torneo Citty di Arzachena Sardinien, Italien Toyota Series – 50.000 $                                   | Debbie Jevans Elizabeth Jones   | Catrin Jexell Susana Villaverde | 7:6, 6:2 |
| 26.04.  | United Airlines Tournament of Champions Orlando, Vereinigte Staaten Toyota Series – 200.000 $ Sandplatz | Martina Navratilova             | Wendy Turnbull                  | 6:2, 7:5 |
| 26.04.  | United Airlines Tournament of Champions Orlando, Vereinigte Staaten Toyota Series – 200.000 $ Sandplatz | Rosie Casals Wendy Turnbull     | Kathy Jordan Anne Smith         | 6:3, 6:3 |

### Mai
| Datum 1 | Turnier                                                                                   | Sieger(in)                      | Finalgegner(in)                    | Ergebnis      |
| ------- | ----------------------------------------------------------------------------------------- | ------------------------------- | ---------------------------------- | ------------- |
| 03.05.  | Italian Open Perugia, Italien Toyota Series – 100.000 $ Sandplatz                         | Chris Evert-Lloyd               | Hana Mandlíková                    | 6:0, 6:2      |
| 03.05.  | Italian Open Perugia, Italien Toyota Series – 100.000 $ Sandplatz                         | Kathleen Horvath Yvonne Vermaak | Billie Jean King Ilana Kloss       | 2:6, 6:4, 7:6 |
| 10.05.  | Toyota Swiss Open Lugano, Schweiz Toyota Series – 100.000 $ Sandplatz                     | Chris Evert-Lloyd               | Andrea Temesvári                   | 6:0, 6:3      |
| 10.05.  | Toyota Swiss Open Lugano, Schweiz Toyota Series – 100.000 $ Sandplatz                     | Candy Reynolds Paula Smith      | JoAnne Russell Virginia Ruzici     | 6:2, 6:4      |
| 17.05.  | German Open Berlin (West), Bundesrepublik Deutschland Toyota Series – 100.000 $ Sandplatz | Bettina Bunge                   | Kathy Rinaldi                      | 6:2, 6:2      |
| 17.05.  | German Open Berlin (West), Bundesrepublik Deutschland Toyota Series – 100.000 $ Sandplatz | Elizabeth Gordon Beverly Mould  | Bettina Bunge Claudia Kohde-Kilsch | 6:3, 6:4      |
| 24.05.  | French Open Paris, Frankreich Grand Slam 367.500 $ – Sandplatz                            | Martina Navratilova             | Andrea Jaeger                      | 7:6, 6:1      |
| 24.05.  | French Open Paris, Frankreich Grand Slam 367.500 $ – Sandplatz                            | Martina Navratilova Anne Smith  | Rosie Casals Wendy Turnbull        | 6:3, 6:4      |
| 24.05.  | French Open Paris, Frankreich Grand Slam 367.500 $ – Sandplatz                            | Wendy Turnbull John Lloyd       | Claudia Monteiro Cássio Motta      | 6:2, 7:6      |

### Juni
| Datum 1 | Turnier                                                                        | Sieger(in)                      | Finalgegner(in)             | Ergebnis      |
| ------- | ------------------------------------------------------------------------------ | ------------------------------- | --------------------------- | ------------- |
| 07.06.  | Edgbaston Cup Birmingham, Großbritannien Toyota Series – 100.000 $ Rasen       | Billie Jean King                | Rosalyn Fairbank            | 6:2, 6:1      |
| 07.06.  | Edgbaston Cup Birmingham, Großbritannien Toyota Series – 100.000 $ Rasen       | Jo Durie Anne Hobbs             | Rosie Casals Wendy Turnbull | 6:3, 6:2      |
| 14.06.  | BMW Championships Eastbourne, Großbritannien Toyota Series – 150.000 $ Rasen   | Martina Navratilova             | Hana Mandlíková             | 6:4, 6:3      |
| 14.06.  | BMW Championships Eastbourne, Großbritannien Toyota Series – 150.000 $ Rasen   | Martina Navratilova Pam Shriver | Kathy Jordan Anne Smith     | 6:3, 6:4      |
| 21.06.  | Wimbledon Championships Wimbledon, Großbritannien Grand Slam – 350.000 $ Rasen | Martina Navratilova             | Chris Evert-Lloyd           | 6:1, 3:6, 6:2 |
| 21.06.  | Wimbledon Championships Wimbledon, Großbritannien Grand Slam – 350.000 $ Rasen | Martina Navratilova Pam Shriver | Kathy Jordan Anne Smith     | 6:4, 6:1      |
| 21.06.  | Wimbledon Championships Wimbledon, Großbritannien Grand Slam – 350.000 $ Rasen | Anne Smith Kevin Curren         | Wendy Turnbull John Lloyd   | 2:6, 6:3, 7:5 |

### Juli
| Datum 1 | Turnier                                                                            | Siegerin                          | Finalgegnerin                | Ergebnis      |
| ------- | ---------------------------------------------------------------------------------- | --------------------------------- | ---------------------------- | ------------- |
| 05.07.  | Casino Cup Hamburg, Bundesrepublik Deutschland Toyota Series – 50.000 $ Sandplatz  | Lisa Bonder                       | Renáta Tomanová              | 6:3, 6:2      |
| 05.07.  | Casino Cup Hamburg, Bundesrepublik Deutschland Toyota Series – 50.000 $ Sandplatz  | Elizabeth Ekblom Lena Sandin      | Pat Medrado Claudia Monteiro | 7:6, 6:3      |
| 12.07.  | Kim Cup Monte-Carlo, Monaco Toyota Series – 100.000 $ Sandplatz                    | Virginia Ruzici                   | Bonnie Gadusek               | 6:2, 7:6      |
| 12.07.  | Kim Cup Monte-Carlo, Monaco Toyota Series – 100.000 $ Sandplatz                    | Virginia Ruzici Catherine Tanvier | Pat Medrado Claudia Monteiro | 7:6, 6:2      |
| 19.07.  | Federation Cup Finale Santa Clara, Vereinigte Staaten Hartplatz                    | Vereinigte Staaten                | Deutschland                  | 3:0           |
| 19.07.  | Sparkassen Austrian Cup Kitzbühel, Österreich Toyota Series – 50.000 $ Sandplatz   | Virginia Ruzici                   | Lea Plchová                  | 6:2, 6:2      |
| 19.07.  | Sparkassen Austrian Cup Kitzbühel, Österreich Toyota Series – 50.000 $ Sandplatz   | Yvona Brzáková Kateřina Skronská  | Jill Patterson Courtney Lord | 6:1, 7:5      |
| 26.07.  | Wells Fargo Open San Diego, Vereinigte Staaten Toyota Series – 125.000 $ Hartplatz | Tracy Austin                      | Kathy Rinaldi                | 7:6, 6:3      |
| 26.07.  | Wells Fargo Open San Diego, Vereinigte Staaten Toyota Series – 125.000 $ Hartplatz | Kathy Jordan Paula Smith          | Pat Medrado Claudia Monteiro | 6:3, 5:7, 7:6 |

### August
| Datum 1 | Turnier                                                                                            | Sieger(in)                             | Finalgegner(in)                    | Ergebnis      |
| ------- | -------------------------------------------------------------------------------------------------- | -------------------------------------- | ---------------------------------- | ------------- |
| 02.08.  | U.S. Clay Court Championships Indianapolis, Vereinigte Staaten Toyota Series – 150.000 $ Sandplatz | Virginia Ruzici                        | Helena Suková                      | 6:2, 6:0      |
| 02.08.  | U.S. Clay Court Championships Indianapolis, Vereinigte Staaten Toyota Series – 150.000 $ Sandplatz | Ivanna Madruga-Osses Catherine Tanvier | JoAnne Russell Virginia Ruzici     | 7:5, 7:6      |
| 09.08.  | Toyota Classic Atlanta, Vereinigte Staaten Toyota Series – 100.000 $ Hartplatz                     | Chris Evert-Lloyd                      | Susan Mascarin                     | 6:3, 6:1      |
| 09.08.  | Toyota Classic Atlanta, Vereinigte Staaten Toyota Series – 100.000 $ Hartplatz                     | Kathy Jordan Betsy Nagelsen            | Chris Evert-Lloyd Billie Jean King | 4:6, 7:6, 7:6 |
| 16.08.  | Player’s Canadian Open Montreal, Kanada Toyota Series – 150.000 $ Hartplatz                        | Martina Navratilova                    | Andrea Jaeger                      | 6:3, 7:5      |
| 16.08.  | Player’s Canadian Open Montreal, Kanada Toyota Series – 150.000 $ Hartplatz                        | Martina Navratilova Candy Reynolds     | Barbara Potter Sharon Walsh        | 6:4, 6:4      |
| 23.08.  | Volvo Tennis Cup Mahwah, Vereinigte Staaten Toyota Series – 100.000 $ Hartplatz                    | Leigh-Anne Thompson                    | Bettina Bunge                      | 7:6, 6:3      |
| 23.08.  | Volvo Tennis Cup Mahwah, Vereinigte Staaten Toyota Series – 100.000 $ Hartplatz                    | Barbara Potter Sharon Walsh            | Rosie Casals Wendy Turnbull        | 6:1, 6:4      |
| 31.08.  | US Open New York City, Vereinigte Staaten Grand Slam – 632.000 $ Hartplatz                         | Chris Evert-Lloyd                      | Hana Mandlíková                    | 6:3, 6:1      |
| 31.08.  | US Open New York City, Vereinigte Staaten Grand Slam – 632.000 $ Hartplatz                         | Rosie Casals Wendy Turnbull            | Barbara Potter Sharon Walsh        | 6:4, 6:4      |
| 31.08.  | US Open New York City, Vereinigte Staaten Grand Slam – 632.000 $ Hartplatz                         | Anne Smith Kevin Curren                | Barbara Potter Ferdi Taygan        | 6:7, 7:6, 7:6 |

### September
| Datum 1 | Turnier                                                                                 | Siegerin                    | Finalgegnerin               | Ergebnis      |
| ------- | --------------------------------------------------------------------------------------- | --------------------------- | --------------------------- | ------------- |
| 13.09.  | TV Tokyo Open Tokio, Japan Toyota Series – 150.000 $ Hartplatz                          | Bettina Bunge               | Barbara Potter              | 7:6, 6:2      |
| 27.09.  | U.S. Indoors Philadelphia, Vereinigte Staaten Toyota Series – 125.000 $ Teppich (Halle) | Barbara Potter              | Pam Shriver                 | 6:4, 6:2      |
| 27.09.  | U.S. Indoors Philadelphia, Vereinigte Staaten Toyota Series – 125.000 $ Teppich (Halle) | Rosie Casals Wendy Turnbull | Barbara Potter Sharon Walsh | 3:6, 7:6, 6:4 |

### Oktober
| Datum 1 | Turnier                                                                                              | Siegerin                        | Finalgegnerin               | Ergebnis      |
| ------- | --- | ------------------------------- | --------------------------- | ------------- |
| 04.10.  | Maybelline Classic Deerfield Beach, Vereinigte Staaten Toyota Series – 125.000 $ Hartplatz           | Chris Evert-Lloyd               | Andrea Jaeger               | 6:1, 6:1      |
| 04.10.  | Maybelline Classic Deerfield Beach, Vereinigte Staaten Toyota Series – 125.000 $ Hartplatz           | Barbara Potter Sharon Walsh     | Rosie Casals Wendy Turnbull | 7:6, 7:6      |
| 11.10.  | Florida Federal Open Tampa, Vereinigte Staaten Toyota Series – 125.000 $ Hartplatz                   | Chris Evert-Lloyd               | Andrea Jaeger               | 3:6, 6:1, 6:4 |
| 11.10.  | Florida Federal Open Tampa, Vereinigte Staaten Toyota Series – 125.000 $ Hartplatz                   | Ann Kiyomura Paula Smith        | Mary-Lou Piatek Wendy White | 6:2, 6:4      |
| 11.10.  | Borden Classic Tokio, Japan Toyota Series – 75.000 $                                                 | Lisa Bonder                     | Shelley Solomon             | 2:6, 6:0, 6:3 |
| 11.10.  | Borden Classic Tokio, Japan Toyota Series – 75.000 $                                                 | Naoko Satō Brenda Remilton      | Laura duPont Barbara Jordan | 2:6, 6:3, 6:3 |
| 18.10.  | Japan Open Tokio, Japan Toyota Series – 50.000 $ Hartplatz                                           | Laura Arraya                    | Pilar Vásquez               | 3:6, 6:4, 6:0 |
| 18.10.  | Japan Open Tokio, Japan Toyota Series – 50.000 $ Hartplatz                                           | Laura duPont Barbara Jordan     | Naoko Satō Brenda Remilton  | 6:2, 6:7, 6:1 |
| 18.10.  | Porsche Grand Prix Filderstadt, Bundesrepublik Deutschland Toyota Series – 150.000 $ Teppich (Halle) | Martina Navratilova             | Tracy Austin                | 6:3, 6:3      |
| 18.10.  | Porsche Grand Prix Filderstadt, Bundesrepublik Deutschland Toyota Series – 150.000 $ Teppich (Halle) | Martina Navratilova Pam Shriver | Candy Reynolds Anne Smith   | 6:2, 6:3      |
| 25.10.  | Daihatsu Challenge Brighton, Großbritannien Toyota Series – 150.000 $ Teppich (Halle)                | Martina Navratilova             | Chris Evert-Lloyd           | 6:1, 6:4      |
| 25.10.  | Daihatsu Challenge Brighton, Großbritannien Toyota Series – 150.000 $ Teppich (Halle)                | Martina Navratilova Pam Shriver | Barbara Potter Sharon Walsh | 2:6, 7:5, 6:4 |

### November
| Datum 1 | Turnier                                                                      | Sieger(in)                      | Finalgegner(in)                | Ergebnis      |
| ------- | ---------------------------------------------------------------------------- | ------------------------------- | ------------------------------ | ------------- |
| 01.11.  | Seiko Classic Hongkong, Hongkong Toyota Series – 50.000 $ Sandplatz          | Catrin Jexell                   | Alycia Moulton                 | 6:3, 7:5      |
| 01.11.  | Seiko Classic Hongkong, Hongkong Toyota Series – 50.000 $ Sandplatz          | Laura duPont Alycia Moulton     | Jennifer Mundel Yvonne Vermaak | 6:2, 4:6, 7:5 |
| 21.11.  | Lion’s Cup Tokio, Japan Non-Tour Event Teppich (Halle)                       | Chris Evert-Lloyd               | Andrea Jaeger                  | 6:3, 6:2      |
| 21.11.  | National Panasonic Open Brisbane, Australien Toyota Series – 125.000 $ Rasen | Wendy Turnbull                  | Pam Shriver                    | 6:3, 6:1      |
| 21.11.  | National Panasonic Open Brisbane, Australien Toyota Series – 125.000 $ Rasen | Billie Jean King Anne Smith     | Claudia Kohde-Kilsch Eva Pfaff | 6:3, 6:4      |
| 22.11.  | Building Society NSW Open Sydney, Australien Toyota Series – 125.000 $ Rasen | Martina Navratilova             | Evonne Cawley                  | 6:0, 3:6, 6:1 |
| 22.11.  | Building Society NSW Open Sydney, Australien Toyota Series – 125.000 $ Rasen | Martina Navratilova Pam Shriver | Claudia Kohde-Kilsch Eva Pfaff | 6:2, 2:6, 7:6 |
| 29.11.  | Australian Open Melbourne, Australien Grand Slam – 350.000 $ Rasen           | Chris Evert-Lloyd               | Martina Navratilova            | 6:3, 2:6, 6:3 |
| 29.11.  | Australian Open Melbourne, Australien Grand Slam – 350.000 $ Rasen           | Martina Navratilova Pam Shriver | Claudia Kohde-Kilsch Eva Pfaff | 6:4, 6:2      |

### Dezember
| Datum 1 | Turnier                                                                                               | Siegerin                        | Finalgegnerin                  | Ergebnis      |
| ------- | --- | ------------------------------- | ------------------------------ | ------------- |
| 02.12.  | Central Fidelity International Richmond, Vereinigte Staaten Toyota Series – 125.000 $ Teppich (Halle) | Wendy Turnbull                  | Tracy Austin                   | 6:7, 6:4, 6:2 |
| 02.12.  | Central Fidelity International Richmond, Vereinigte Staaten Toyota Series – 125.000 $ Teppich (Halle) | Rosie Casals Candy Reynolds     | JoAnne Russell Virginia Ruzici | 6:3, 6:4      |
| 13.12.  | Toyota Series Championships East Rutherford, Vereinigte Staaten Masters – 300.000 $ Hartplatz         | Martina Navratilova             | Chris Evert-Lloyd              | 4:6, 6:1, 6:2 |
| 13.12.  | Toyota Series Championships East Rutherford, Vereinigte Staaten Masters – 300.000 $ Hartplatz         | Martina Navratilova Pam Shriver | Candy Reynolds Paula Smith     | 6:4, 7:5      |